# Trem da Morte
Trem da morte era um trem da Bolívia que percorreu a linha férrea (estrada de ferro) entre as cidades de Puerto Suarez e Santa Cruz de la Sierra. O transporte de pessoas foi encerrado na pandemia.
É conhecido como Trem da Morte por causa de uma epidemia de malária que ocorreu durante a construção da ferrovia, que matou milhares de trabalhadores bolivianos.